# Przełącz
Przełącz (610 m) – przełęcz w Beskidzie Śląskim w Paśmie Równicy. Znajduje się w bocznym, opadającym do Ustronia grzbiecie Orłowej i oddziela ją od Palenicy.
Północno-wschodnie stoki przełęczy opadają do koryta potoku Jaszowiec, południowo-zachodnie do koryta potoku Sucha Dobka. Rejon przełęczy jest trawiasty i znajdują się na nim zabudowania przysiółka Przełącz. Niżej, na północno-zachodnich stokach Palenicy górna stacja kolei linowej Palenica w Ustroniu. 
 Ustroń – przełęcz Beskidek. Odległość 4 km, suma podejść 360 m, czas przejścia 1:30 godz., z powrotem 50 min.